# Múi giờ lịch sử Trung Quốc
Múi giờ lịch sử Trung Quốc đề cập đến các phân chia múi giờ được sử dụng ở Trung Quốc trong khoảng thời gian từ 1918 đến 1949. Kế hoạch múi giờ đầu tiên được đề xuất bởi Đài thiên văn trung tâm (nay là Đài Thiên văn cổ Bắc Kinh) của chính phủ Bắc Dương ở Bắc Bình (Bắc Kinh) vào năm 1918. chia đất nước thành năm múi giờ: Côn Lôn (UTC+05:30), Tân Cương-Tây Tạng (UTC+06:00), Cam Túc-S817wan (UTC+07:00), Trung Nguyên (UTC+08:00) và Dãy núi Trường Bạch (UTC+08:30). Những múi giờ này đã được chính phủ Quốc gia phê chuẩn vào năm 1939 trong Hội nghị giờ chuẩn, do Bộ Nội vụ điều hành Nguyên tổ chức. Vì Chiến tranh Trung-Nhật lần thứ hai, người ta cũng tuyên bố rằng thời gian Cam Túc-S817wan sẽ là thời gian quốc gia duy nhất trong thời gian chiến tranh. Sau chiến tranh năm 1945, năm khu vực này được thực hiện rộng rãi trên toàn quốc. Năm 1949, sau khi cuộc nội chiến Trung Quốc, các Chính phủ nhân dân Trung ương bãi bỏ các múi giờ lăm và công bố để sử dụng một múi giờ đơn UTC+08:00 tên Thời gian Bắc Kinh (北京时间). Thuật ngữ Giờ chuẩn Trung Nguyên (中原標準時間) vẫn còn được sử dụng bởi các chính phủ Quốc dân Đảng trên Đài Loan cho đến đầu những năm 2000.

## Tổng quan về múi giờ
| Các khu vực thời gian của Trung Quốc từ 1918 đến 1949 (bao gồm các vùng lãnh thổ được tuyên bố) | Các khu vực thời gian của Trung Quốc từ 1918 đến 1949 (bao gồm các vùng lãnh thổ được tuyên bố) | Các khu vực thời gian của Trung Quốc từ 1918 đến 1949 (bao gồm các vùng lãnh thổ được tuyên bố) | Các khu vực thời gian của Trung Quốc từ 1918 đến 1949 (bao gồm các vùng lãnh thổ được tuyên bố) | Các khu vực thời gian của Trung Quốc từ 1918 đến 1949 (bao gồm các vùng lãnh thổ được tuyên bố) | Các khu vực thời gian của Trung Quốc từ 1918 đến 1949 (bao gồm các vùng lãnh thổ được tuyên bố) |
| ----------------------------------------------------------------------------------------------- | ----------------------------------------------------------------------------------------------- | ----------------------------------------------------------------------------------------------- | ----------------------------------------------------------------------------------------------- | ----------------------------------------------------------------------------------------------- | ----------------------------------------------------------------------------------------------- |
|                                                                                                 |                                                                                                 |                                                                                                 |                                                                                                 |                                                                                                 |                                                                                                 |
| Màu                                                                                             |                                                                                                 |                                                                                                 |                                                                                                 |                                                                                                 |                                                                                                 |
| Thời gian offset                                                                                | UTC+05:30                                                                                       | UTC+06:00                                                                                       | UTC+07:00                                                                                       | UTC+08:00                                                                                       | UTC+08:30                                                                                       |
| Tên                                                                                             | Côn Lôn                                                                                         | Tân Cương-Tây Tạng                                                                              | Cam Túc-Tứ Xuyên                                                                                | Trung Nguyên                                                                                    | Trường Bạch                                                                                     |
| Tiếng Trung                                                                                     | 崑崙時區                                                                                        | 新藏時區                                                                                        | 隴蜀時區                                                                                        | 中原時區                                                                                        | 長白時區                                                                                        |
| Bính ngữ                                                                                        | Kūnlún Shíqū                                                                                    | Xīn-Zàng Shíqū                                                                                  | Lǒng-Shǔ Shíqū                                                                                  | Zhōngyuán Shíqū                                                                                 | Chángbái Shíqū                                                                                  |
| Tên nguồn gốc                                                                                   | Dãy núi Côn Lôn                                                                                 | Tân Cương (Tân cương) và Tây Tạng                                                               | Cam Túc (Cam Túc) và Szechwan (Tứ Xuyên)                                                        | The Central Plain                                                                               | Trường Bạch (Changbai) Mountains                                                                |
| Tham chiếu kinh độ                                                                              | 82°30′E                                                                                         | 90°E                                                                                            | 105°E                                                                                           | 120°E                                                                                           | 127°30′E                                                                                        |
| Xấp xỉ hiện tại cơ sở dữ liệu ngày tz                                                           | CN châu Á/Kashgar                                                                               | CN châu Á/Urumqi MN châu Á/Hovd                                                                 | CN châu Á/Trùng Khánh MN châu Á/Ulaanbaatar                                                     | CN châu Á/Shanghai HK châu Á/Hồng Kông MC châu Á/Ma Cao MN châu Á/Choibalsan TW châu Á/Taipei   | CN châu Á/Harbin                                                                                |

## Múi giờ và bộ phận hành chính
| Múi giờ                                 | Các bộ phận hành chính lịch sử (kể từ năm 1945–49) | Hiện tại bộ phận hành chính |
| --------------------------------------- | --- | --- |
| Côn Lôn 崑崙時區 (UTC+05:30)            | - Phần tây đông của Tân Cương - Phần tây đông của Tây Tạng Area | - Phần phía tây của khu tự trị Tây Tạng - Phần phía tây của khu tự trị Tân Cương |
| Tân Cương-Tây Tạng 新藏時區 (UTC+06:00) | - Phần phía đông của Tân Cương - Phần phía đông của Khu vực Tây Tạng - Phần tây đông của Tây Khang - Phần tây đông của Thanh Hải - Phần tây đông của Khu vực Mông Cổ (until 1946) | - Phần phía đông của khu tự trị Tây Tạng - Phần phía đông của khu tự trị Tân Cương - Phần phía tây của Thanh Hải - Phần phía tây của Mông Cổ - Cộng hòa Tuva của Nga |
| Cam Túc-Tứ Xuyên 隴蜀時區 (UTC+07:00)   | - Cam Túc - Quảng Tây - Quý Châu - Ninh Hạ - Shensi - Suiyuan - Szechwan - Yunnan - Phần phía đông của Tây Khang - Phần phía đông của Thanh Hải - Phần trung tâm của Khu vưc Mông Cổ (cho đến 1946) | - Đô thị Trùng Khánh - Cam Túc - Quý Châu - Thiểm Tây - Tứ Xuyên - Vân Nam - Quảng Tây Khu tự trị dân tộc Tráng - Ninh Hạ Khu tự trị dân tộc Hồi - Phần tây đông của Nội Mông Autonomous Region - Phần phía đông của Thanh Hải - Central part of Mông Cổ                                                                                           |
| Trung Nguyên 中原時區 (UTC+08:00)       | - An Huy - Chahar - Chekiang - Fukien - Honan - Hopeh - Hsingan - Hunan - Hupeh - Jehol - Kiangsi - Kiangsu - Kwangtung - Liaoning - Liaopeh - Shansi - Shantung - Taiwan (after 1945) - Phần phía đông của the Mongolia Area (until 1946) - Hainan Special Administrative Region (split from Kwangtung in 1949) | - Đô thị Bắc Kinh - Đô thị Thượng Hải - Đô thị Thiên Tân - An Huy - Phúc Kiến - Quảng Đông - Hải Nam - Hà Bắc - Hà Nam - Hồ Bắc - Hồ Nam - Giang Tô - Giang Tây - Sơn Đông - Sơn Tây - Triết Giang - Phần phía đông của Nội Mông khu tự trị dân tộc Tráng - Phần tây đông của Liêu Ninh - Phần phía đông của Mông Cổ - Đài Loan (Khu vực Đài Loan) |
| Trường Bạch 長白時區 (UTC+08:30)        | - Antung - Heilungkiang - Hokiang - Kirin - Nunkiang - Sungkiang | - Hắc Long Giang - Cát Lâm - Phần phía đông của Liêu Ninh |